# چوت‌لو (یورغیر)
چوت‌لو (به ترکی استانبولی: Çotlu) یک منطقهٔ مسکونی در ترکیه است که در یورغیر واقع شده‌است.